# Leichtathletik-Weltmeisterschaften 2022/35 km Gehen der Frauen

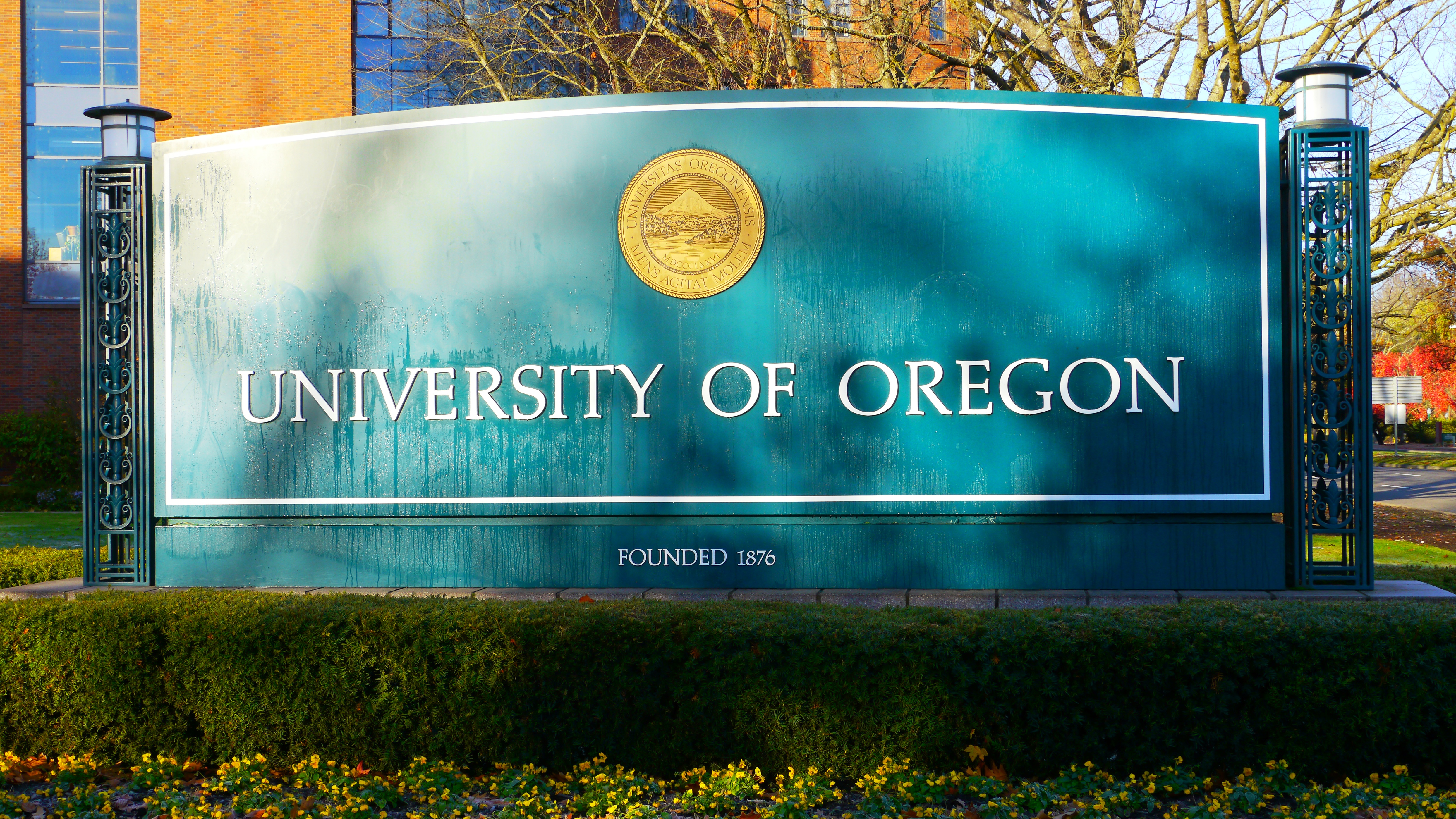
Der Start zum 35-km-Gehen erfolgte an der Universität von Eugene

Das 35-km-Gehen der Frauen bei den Leichtathletik-Weltmeisterschaften 2022 fand am 22. Juli 2022 auf einem Rundkurs in der Stadt Eugene in den Vereinigten Staaten statt.
Wie auch bei den Männern wurde der längere der beiden Gehwettbewerbe nicht mehr über 50, sondern erstmals über 35 Kilometer ausgetragen. Es ist geplant, dies auch für zukünftige nationale und internationale Leichtathletikmeisterschaften so zu institutionalisieren.
In diesem Wettbewerb gab es auf den Medaillenrängen die exakt selbe Platzierung wie beim Gehen über die Distanz von zwanzig Kilometern eine Woche zuvor. Weltmeisterin wurde die Peruanerin Kimberly García León. Sie gewann vor der Polin Katarzyna Zdziebło. Bronze ging an die Chinesin Qoijing Gyi, die im 20-km-Gehen 2019 Vizeweltmeisterin, 2011 WM-Dritte und 2012 Olympiazweite war.

## Rekorde

### Bestehende Rekorde
| Weltrekord – inoffiziell | 2:38:24 h                                                             | Klawdija Afanassjewa                                                  | Sotschi, Russland                                                     | 18. Februar 2019                                                      |
| Weltmeisterschaftsrekord | Dieser Wettbewerb wurde bei Weltmeisterschaften erstmals ausgetragen. | Dieser Wettbewerb wurde bei Weltmeisterschaften erstmals ausgetragen. | Dieser Wettbewerb wurde bei Weltmeisterschaften erstmals ausgetragen. | Dieser Wettbewerb wurde bei Weltmeisterschaften erstmals ausgetragen. |

Anmerkung zum Weltrekord:

Die hier aufgelistete Leistung wurde zu einem Zeitpunkt erzielt, als für die Distanz von 35 Kilometern noch keine offiziellen Rekorde geführt wurden. Als Rekord ist diese Zeit deshalb nicht offiziell anerkannt, wird jedoch auf der Webseite des Weltleichtathletikverbands World Athletics als zum Zeitpunkt der Weltmeisterschaften 2022 schnellste erzielte Zeit benannt. Ein offizieller Weltrekord wurde vom Weltleichtathletikverband im Sommer 2002 noch nicht ausgewiesen.
Offizielle Kontinentalrekorde dagegen werden von World Athletics aufgelistet.

### Rekordverbesserungen
Im Wettbewerb am 22. Juli wurde ein erster WM-Rekord in dieser noch jungen Disziplin aufgestellt. Darüber hinaus gab es einen Kontinentalrekord und fünf neue Landesrekorde.
- Meisterschaftsrekord:
  - 2:39:16 h – Kimberly García León, Peru
- Kontinentalrekord:
  - 2:40:37 h (Asienrekord) – Qoijing Gyi, Volksrepublik China
- Landesrekorde:
  - 2:41:58 h – Antigoni Drisbioti, Griechenland
  - 2:45:02 h – Viviane Lyra, Brasilien
  - 2:52:06 h – Nadia Lizeth Gonzalez Monjarrez, Mexiko
  - 2:57:42 h – Elisa Neuvonen, Finnland
  - 2:59:32 h – Hana Burzalová, Slowakei

## Durchführung
Hier gab es keine Vorrunde, alle 41 Geherinnen traten gemeinsam zum Finale an.

## Ergebnis

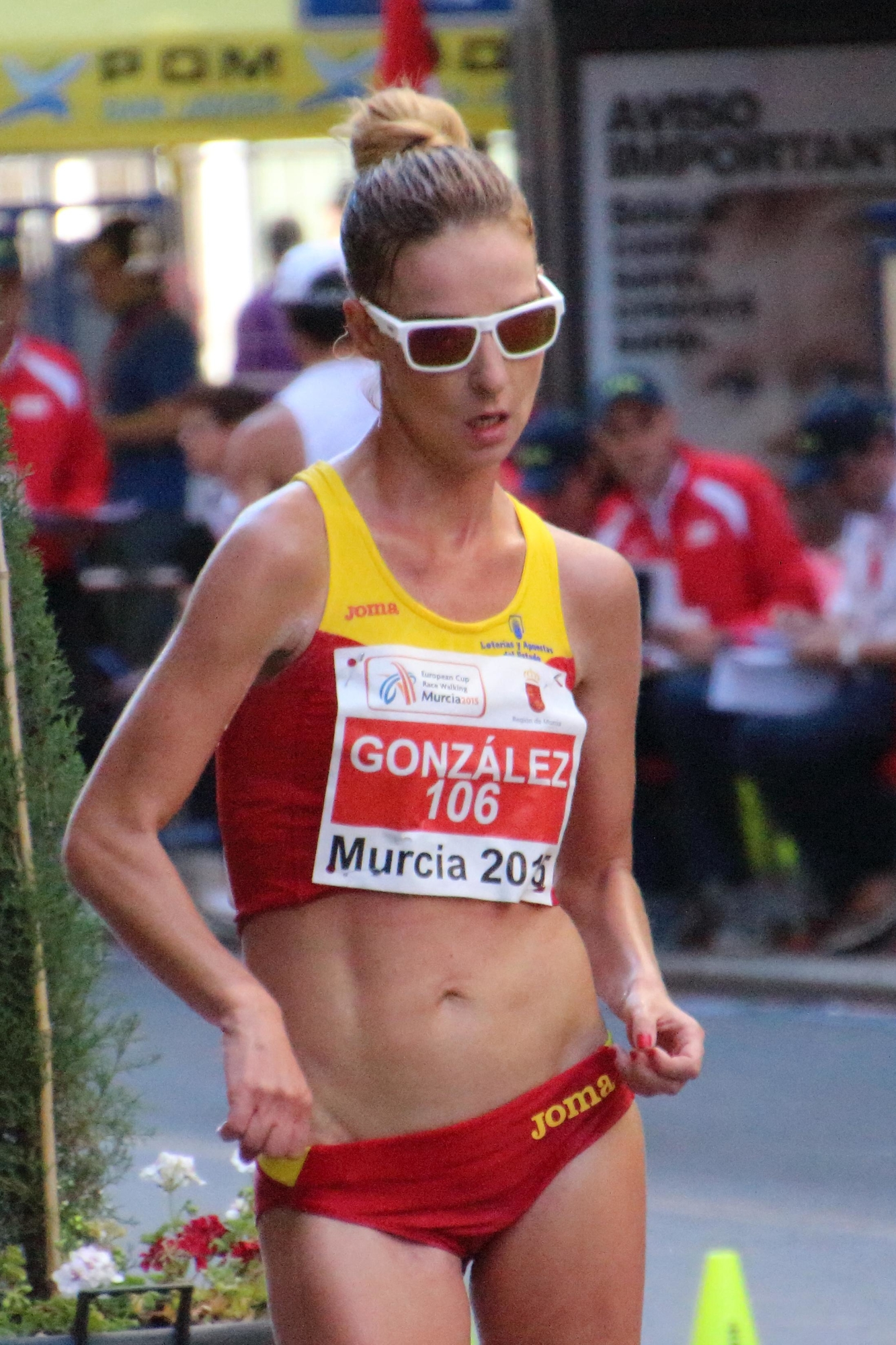
Raquel González belegte Rang fünf

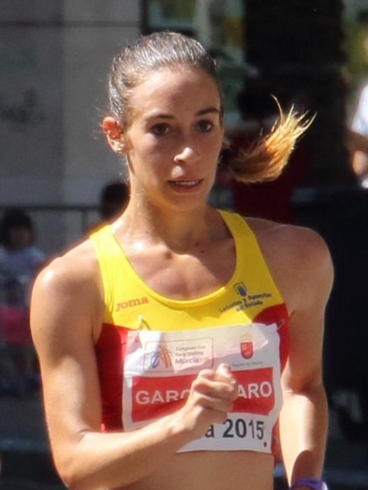
Laura García-Caro kam auf den sechsten Platz

22. Juli 2022, 6:15 Uhr Ortszeit (15:15 Uhr MESZ)
| Platz | Name                            | Nation              | Verwarnungen        | Zeit (h)                                         |
| ----- | ------------------------------- | ------------------- | ------------------- | ------------------------------------------------ |
| 1     | Kimberly García León            | Peru                |                     | 2:39:16 CR                                       |
| 2     | Katarzyna Zdziebło              | Polen               | Knie                | 2:40:03                                          |
| 3     | Qoijing Gyi                     | Volksrepublik China |                     | 2:40:37 AS                                       |
| 4     | Antigoni Drisbioti              | Griechenland        |                     | 2:41:58 NR                                       |
| 5     | Raquel González                 | Spanien             | Bod                 | 2:42:27                                          |
| 6     | Laura García-Caro               | Spanien             |                     | 2:42:45                                          |
| 7     | Li Maocuo                       | Volksrepublik China |                     | 2:44:28                                          |
| 8     | Viviane Lyra                    | Brasilien           | Bod                 | 2:45:02 NR                                       |
| 9     | Serena Sonoda                   | Japan               |                     | 2:45:09                                          |
| 10    | Yin Lamei                       | Volksrepublik China | Knie                | 2:46:02                                          |
| 11    | Olga Niedziałek                 | Polen               | Bod                 | 2:49:43                                          |
| 12    | Magaly Bonilla                  | Ecuador             | Bod/Bod             | 2:50:39                                          |
| 13    | Inês Henriques                  | Portugal            | Bod/Bod             | 2:51:12                                          |
| 14    | Nadia Lizeth Gonzalez Monjarrez | Mexiko              |                     | 2:52:06 NR                                       |
| 15    | Mirna Ortíz                     | Guatemala           | Bod                 | 2:54:00                                          |
| 16    | Paola Pérez                     | Ecuador             |                     | 2:54:15                                          |
| 17    | Galina Jakuschewa               | Kasachstan          |                     | 2:54:50                                          |
| 18    | Evelyn Inga                     | Peru                | Knie                | 2:56:04                                          |
| 19    | Vitória Oliveira                | Portugal            |                     | 2:57:37                                          |
| 20    | Elisa Neuvonen                  | Finnland            |                     | 2:57:42 NR                                       |
| 21    | Alejandra Ortega                | Mexiko              | Knie                | 2:58:46                                          |
| 22    | Maria Michta-Coffey             | USA                 |                     | 2:58:51                                          |
| 23    | Hana Burzalová                  | Slowakei            |                     | 2:59:32 NR                                       |
| 24    | Stephanie Casey                 | USA                 | Knie                | 3:00:54                                          |
| 25    | Yasury Palacios                 | Guatemala           | Bod                 | 3:01:16                                          |
| 26    | Ana Rodean                      | Rumänien            |                     | 3:01:29                                          |
| 27    | Efstathia Kourkoutsaki          | Griechenland        |                     | 3:02:27                                          |
| 28    | Aura Libertad Morales           | Mexiko              | Knie/Knie           | 3:04:50                                          |
| 29    | Miranda Melville                | USA                 | Knie/Knie           | 3:05:31                                          |
| 30    | Elianay Pereira                 | Brasilien           |                     | 3:05:39                                          |
| 31    | Mayara Vicentainer              | Brasilien           |                     | 3:06:10                                          |
| 32    | Ema Hačundová                   | Slowakei            |                     | 3:07:02                                          |
| 33    | Jaaneth Mamani Roque            | Bolivien            | Knie/Knie           | 3:07:16                                          |
| 34    | Kelly Ruddick                   | Australien          |                     | 3:11:55                                          |
| 35    | Sandra Silva                    | Portugal            | Knie                | 3:17:23                                          |
| DNF   | Christina Papadopoulou          | Griechenland        | Bod/Knie/Knie       | IWR 230, TR54.7.3 – PLZ210 (Zeitstrafe 3:30 min) |
| DNF   | Tereza Ďurdiaková               | Tschechien          | Bod                 |                                                  |
| DNF   | Mihaela Acatrinei               | Rumänien            | Bod                 |                                                  |
| DNF   | Nadia Borowska                  | Ukraine             |                     |                                                  |
| DSQ   | Tiia Kuikka                     | Finnland            | Knie/Knie/Knie/Knie | IWR 230, TR54.7.5 – Disqualifikation             |
| DSQ   | Polina Repina                   | Kasachstan          | Knie/Knie/Knie/Knie | IWR 230, TR54.7.5 – Disqualifikation             |

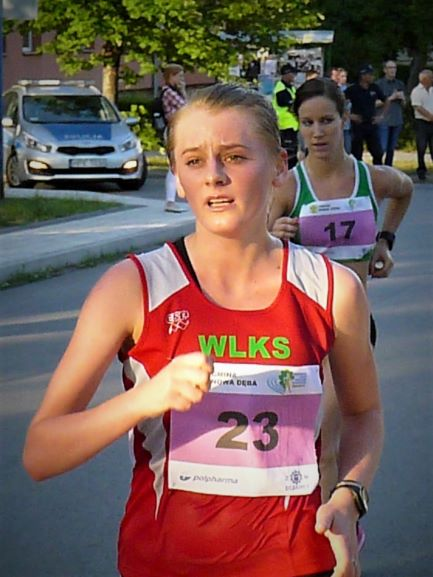
Die elftplatzierte Olga Niedziałek
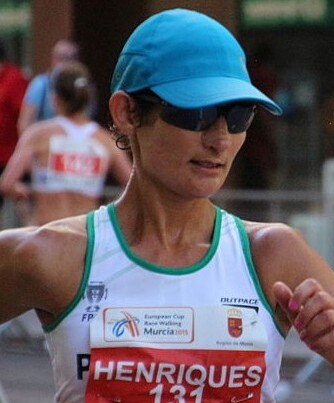
Platz dreizehn für die Weltmeisterin von 2017 im 50-km-Gehen Inês Henriques
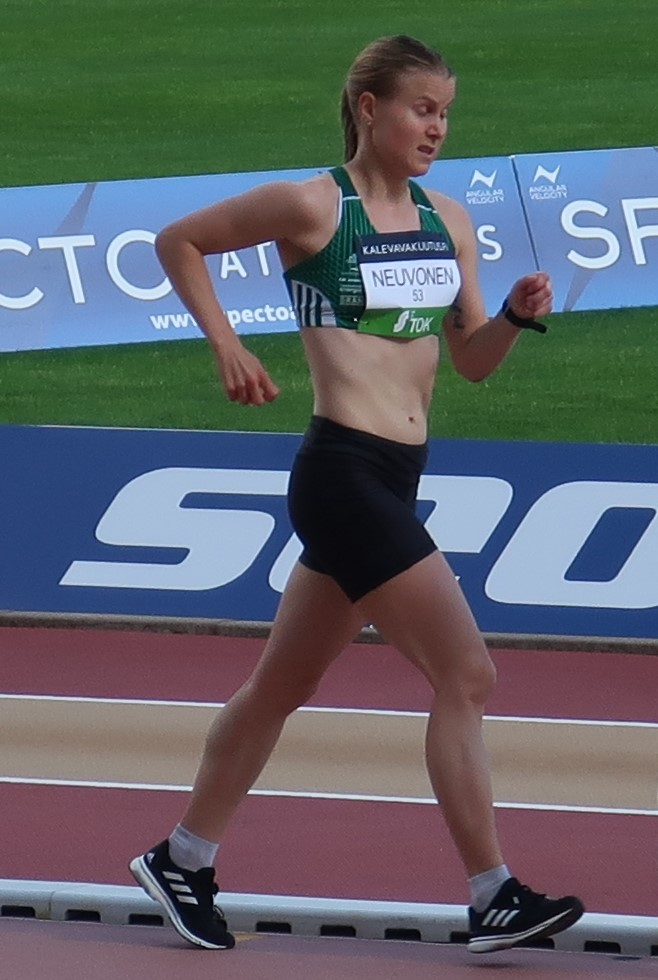
Elisa Neuvonen wurde Zwanzigste mit finnischem Landesrekord
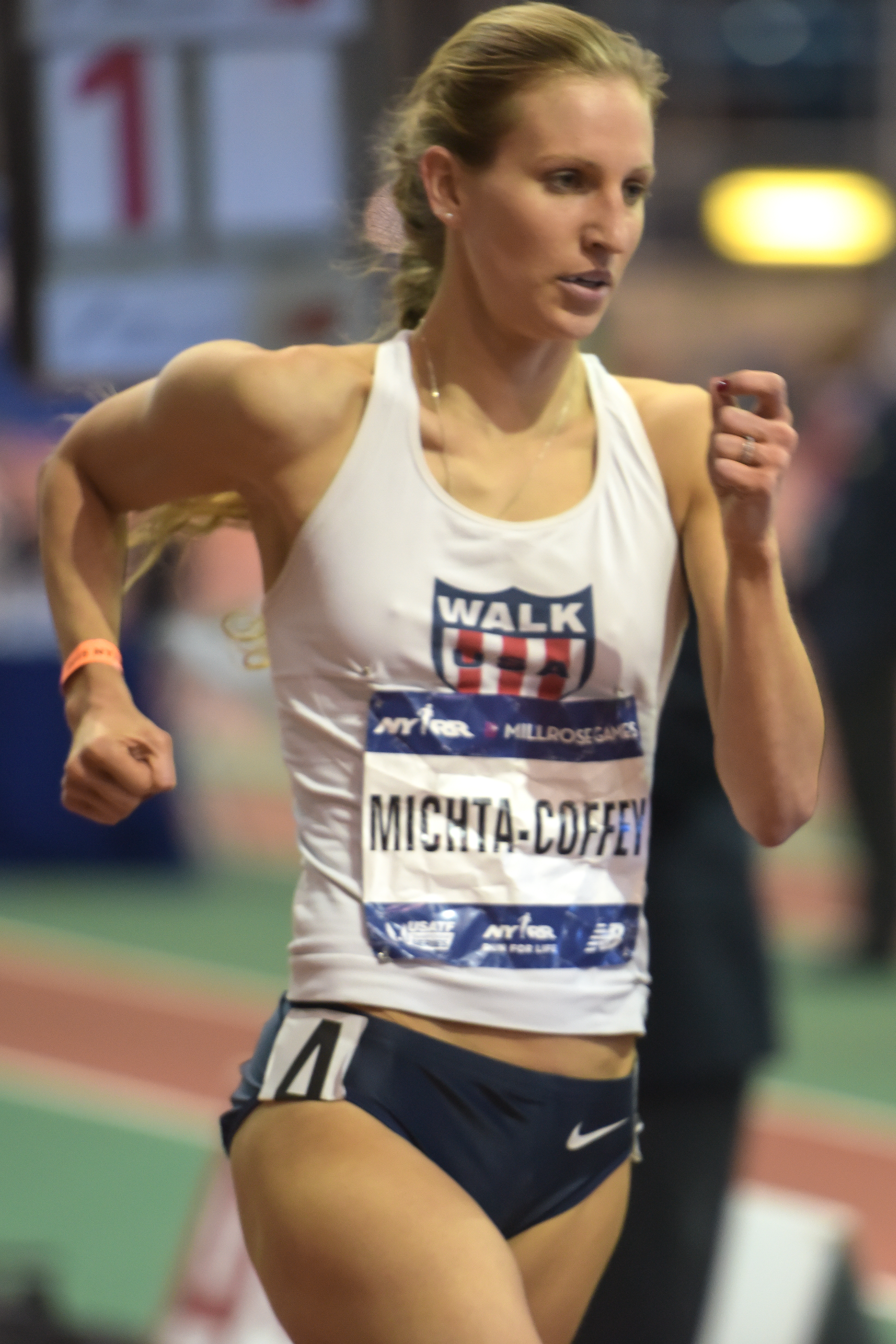
Maria Michta-Coffey – Rang 22
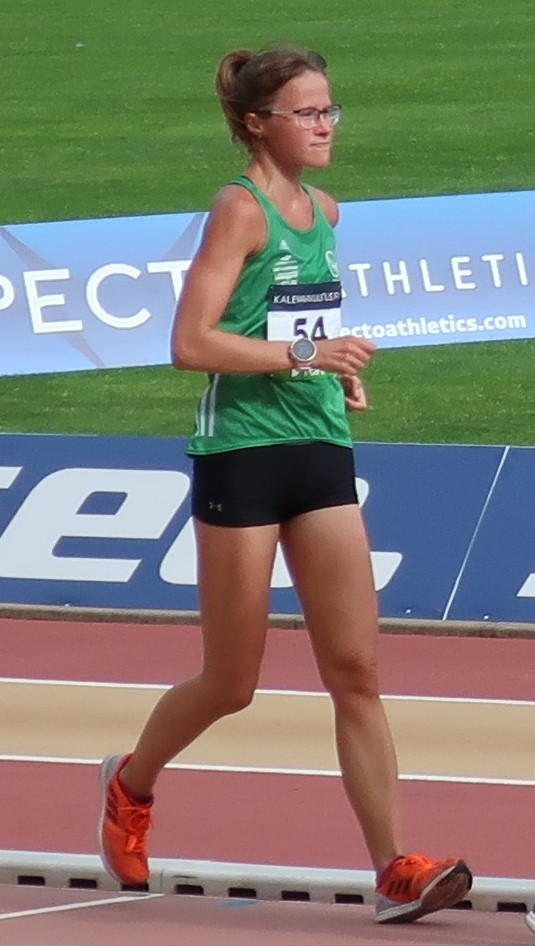
Tiia Kuikka wurde nach vier Verwarnungen disqualifiziert

## Videolinks
- Day 8 Highlights, World Athletics Championships Oregon 22, Bereich: 3:35 min bis 6:30 min, youtube.com, abgerufen am 23. August 2022
- Kimberly García León strikes double world race walk gold, youtube.com, abgerufen am 23. August 2022